# Бузаки (село)
Бу́заки (укр. Бузаки) — село в Камень-Каширской городской общине Камень-Каширского района Волынской области Украины.
Население по переписи 2022 года составляет 1000 человек. Почтовый индекс — 44523. Телефонный код — 3357. Занимает площадь 2,984 км².